# Hecatera ranunculina
Hecatera ranunculina är en fjärilsart som beskrevs av Adrian Hardy Haworth 1809. Hecatera ranunculina ingår i släktet Hecatera och familjen nattflyn. Inga underarter finns listade i Catalogue of Life.